# Franz Thonner
Franz Thonner (né à Vienne le 11 mars 1863 et mort à Smichov, Prague le 21 avril 1928) est un botaniste, explorateur, anthropologue et ethnologue autrichien.

## Éléments biographiques

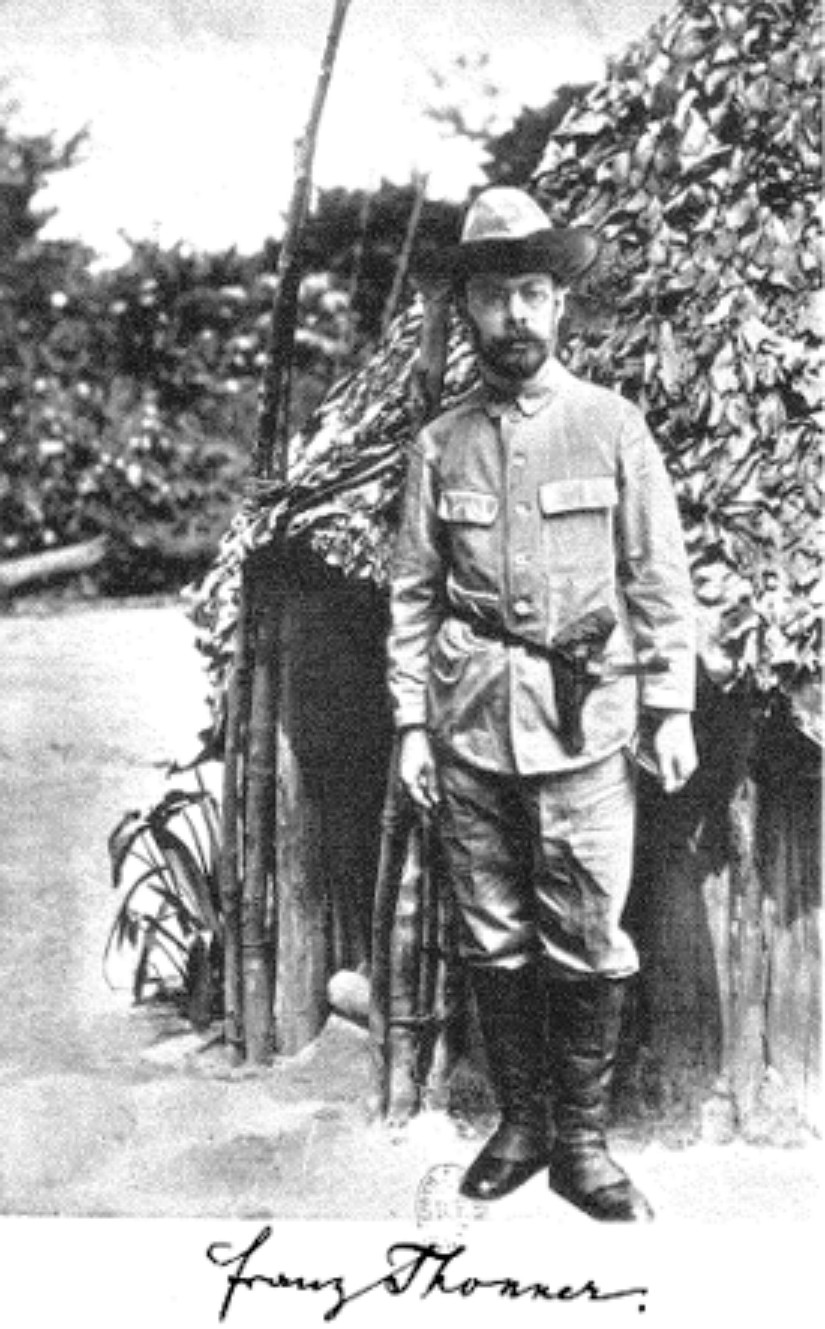
Franz Thonner au Congo en 1896.

Franz Thonner est un scientifique travaillant avec des moyens indépendants, qui a exploré l'Europe et l'Afrique du Nord. Au printemps de 1896, il fait son premier voyage à l'intérieur de l'Afrique pour une exploration botanique, anthropologique et ethnographique de la partie nord du bassin du Congo. Sa vaste collection de plantes, déposée dans l'herbier du Jardin botanique de l'État à Bruxelles, a été étudiée par Émile De Wildeman.
En 1891, âgé de 28 ans, il publie à titre privé une clé des familles de plantes à fleurs du monde. Malgré sa traduction en anglais dès 1895, cette clé a été largement ignorée dans le monde anglo-saxon. Une deuxième édition basée sur la classification d'Engler paraît en 1917. La clé de Thonner de 1891 a été traduite en anglais pour la deuxième fois en 1981 et est ainsi devenue plus accessible aux botanistes anglophones, rivalisant avec celle de John Hutchinson et avec Families of Angiosperms de Bertel Hansen & Knud Rahn (1969). La clé couvre les gymnospermes et les angiospermes et a été conçue pour une utilisation sur le terrain. Outre les caractères naturels, et lorsque ceux-ci laissent des incertitudes, Thonner fait appel à d'autres caractères discriminants afin de permettre l'identification de la famille. La répartition géographique est aussi utilisée pour aider à l'identification.

## Œuvres
- (de) Anleitung zum Bestimmen der Familien der Phanerogamen, Berlin, R. Friedländer, 1891
- (de) Im afrikanischen Urwald. Meine Reise nach dem Kongo und der Mongalla im Jahre 1896, Berlin, D. Reimer, 1898 (traduction française : Dans la grande forêt de l'Afrique Centrale : Mon voyage au Congo et à la Mongala en 1896, Bruxelles, Oscar Schepens, 1899, [lire en ligne])
- (de) Exkursionsflora von Europa. Anleitung zum Bestimmen der Gattungen der europäischen Blüttenpflanzen, Berlin, R. Friedländer, 1901 (traduction française : Flore Analytique de l'Europe, contenant des Tableaux pour déterminer les Genres des Plantes Phanérogames de l'Europe, Paris, J.-B. Baillière, 1903)
- (de) Die Blütenpflanzen Afrikas - Eine Anleitung zum Bestimmen der Gattungen der afrikanischen Siphonogamen, Berlin, R. Friedländer, 1908 (traduction en anglais : The Flowering Plants of Africa : An Analytical Key to the Genera of African Phanerogams, London, Dulau & Co., 1915)
- (de) Vom Kongo zum Ubangi : Meine zweite Reise in Mittelafrika, Berlin, D. Reimer, 1910 (traduction française : Du Congo à l'Ubangi : Mon deuxième voyage dans l'Afrique centrale, Bruxelles, Misch & Thron, 1910)
- (de) Die Blütenpflanzen Afrikas : Nachträge und Verbesserungen, Berlin, R. Friedländer, 1913
- (de) Anleitung zum Bestimmen der Familien der Blütenpflanzen (Phanerogamen), Berlin, 1917